# Apskritis de Klaipėda
L'apskritis de Klaipėda (en lituanien : Klaipėdos apskritis) est l'un des 10 apskritys de Lituanie. Il est situé à l'ouest du pays. Sa capitale administrative est Klaipėda. Cet apskritis couvre l'entièreté de la côte lituanienne de la mer Baltique. Les sites touristiques les plus populaires sont les stations balnéaires de Nida sur l'isthme de Courlande et de Palanga.
L'apskritis de Klaipėda est divisé en 7 municipalités :
- municipalité de Klaipėda-ville ;
- municipalité du district de Klaipėda ;
- municipalité du district de Kretinga ;
- municipalité de Neringa ;
- municipalité de Palanga-ville ;
- municipalité du district de Skuodas ;
- municipalité du district de Šilutė.